# フェリペ4世 (1653年)

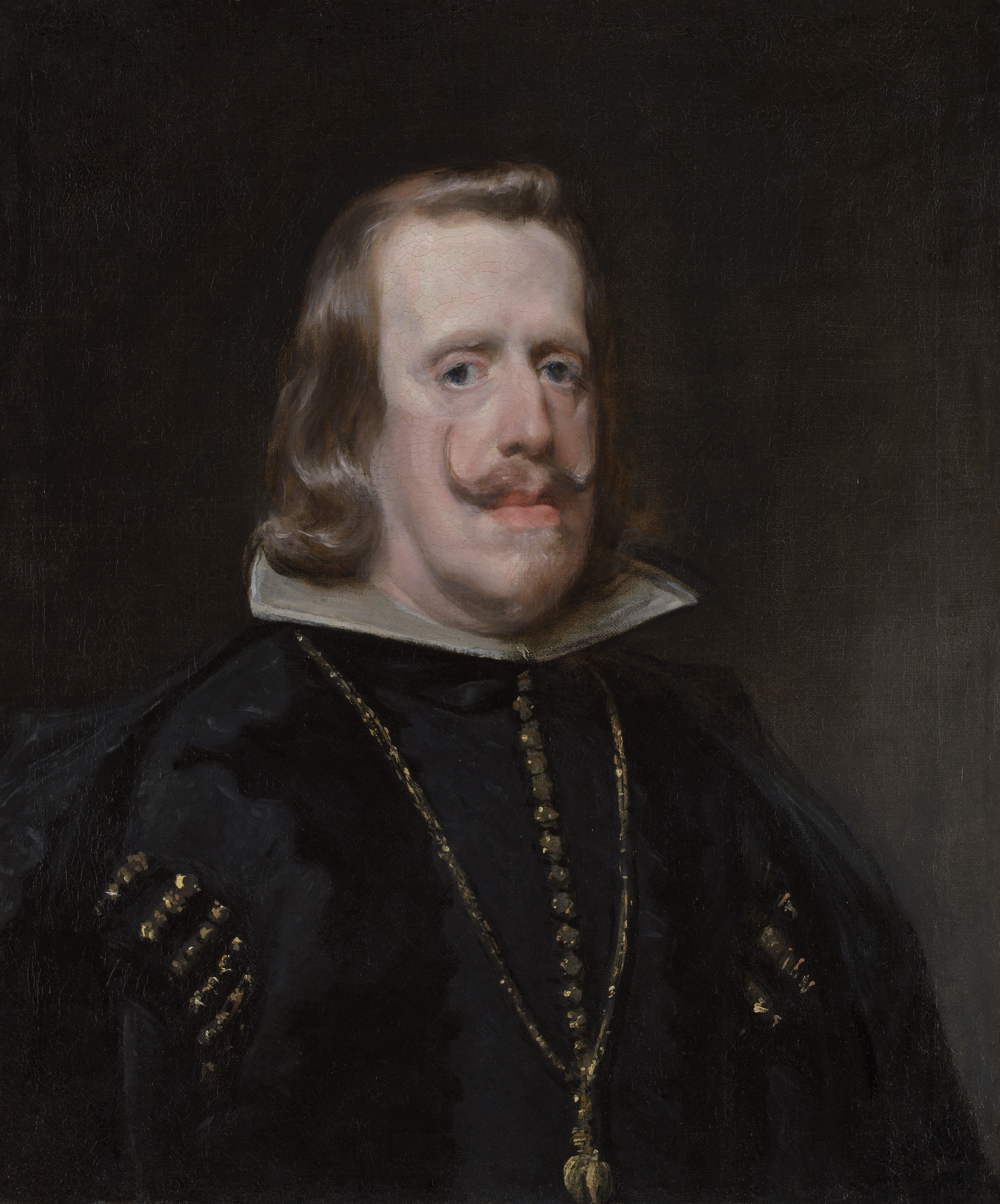
ディエゴ・ベラスケス (工房の関与の可能性あり)『フェリペ4世』、ナショナル・ギャラリー (ロンドン)

『フェリペ4世』（フェリペよんせい、西: Felipe IV anciano、英: Philip IV） は、バロック期のスペインの巨匠ディエゴ・ベラスケスがキャンバス上に油彩で描いたスペイン国王フェリペ4世の肖像画である。簡素な小品であるが、ベラスケスの代表的な肖像画に数えられる。この作品は画家が以前に描いた国王の肖像とは明らかに異なっている。それらの作品で国王は端正かつ優美に、そして、ときには『フェリペ4世騎馬像』(プラド美術館) などに見られるように勇壮に描かれていたが、本作の国王の表情には苦渋、悲しみ、諦念が反映されているからである。本作はまた、単身で描かれたフェリペ4世の最後の肖像画で、以降フェリペ4世は集団肖像画の『ラス・メニーナス』(プラド美術館) で鏡像として描かれるのみである。作品はマドリードのプラド美術館に所蔵されている。

## 作品
本作の制作時期は一般に1653年とされる。その年に王が修道女ルイサ・マグダレーナ・デ・ヘススに宛てた手紙には、「この9年間というもの、(ベラスケスに)　１点の肖像画も描かせておりませんし、ベラスケスの粘着質 (遅筆) を我慢する気になりません。そのようにしてわたしは自らの老いを見ないでいるのです」と書かれているからである。実際、この年、王は48歳であったが、本作に描かれている姿はそれよりもずっと老けて見える。
この肖像画が描かれたのはフェリペ4世にとって非常に辛い時期で、最初の妻イサベル・デ・ボルボンをなくし、後継者となる王太子バルタサール・カルロスも失った。さらに国際政治におけるスペインの影響力が失墜し、スペインが衰退していくのを止めることができなかった。王は史上有数の絵画コレクターとして名高いが、絵画の収集に没頭したのは人生からの逃避であった。同時代の歴史家ヘロニモ・デ・バリオヌエボ (Jerónimo de Barrionuevo) は、1656年の手紙で次のように記している。
「陛下は大変憂いを帯びた静かな様子でエル・エスコリアルからお戻りになられた、(…) 王はパンテオン (エル・エスコリアル) に2時間、膝にクッションを当てられずに跪き、ご自身が埋葬されるニッチにもたれかかり、そこからお出になったときは涙で充血し腫れた目をしておられた」。
17世紀の肖像画には、描かれる人物の社会的、職業的な地位というメッセージが含まれるのが通例であった。人物は衣装、宝石、象徴物、建築空間などの要素とともに描かれ、その社会的立場が強調され、格付けされていたのである。同年代にベラスケスが描いたもう1点の『フェリペ4世』(ロンドン・ナショナル・ギャラリー で、王は袖口に刺繍の入った金ボタンの衣服を身に着け、首に金羊毛騎士団の勲章を下げるなど、王の地位を示す象徴物とともに描かれている。しかし、本作には王の地位や権力を象徴するものが一切なく、王は哀愁に満ち、憔悴した眼差しでこちらを見つめている。１人の人間の失意と幻滅の虚飾なき姿が描かれているばかりである。ベラスケスは、あたかも修道士のごとき王の晩年の人間性だけを浮き彫りにしているのである。

## 関連作品

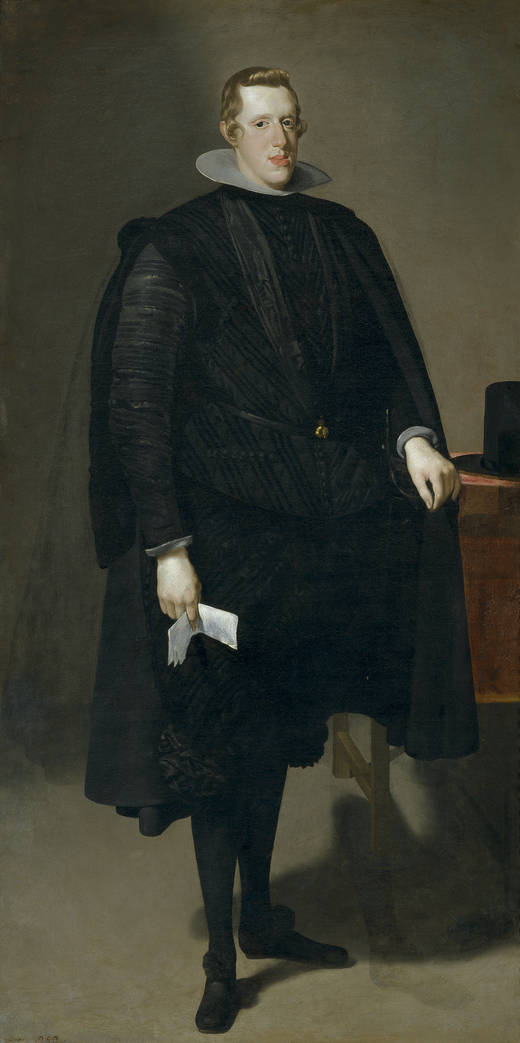
ディエゴ・ベラスケス『フェリペ4世』 (1623年)、プラド美術館
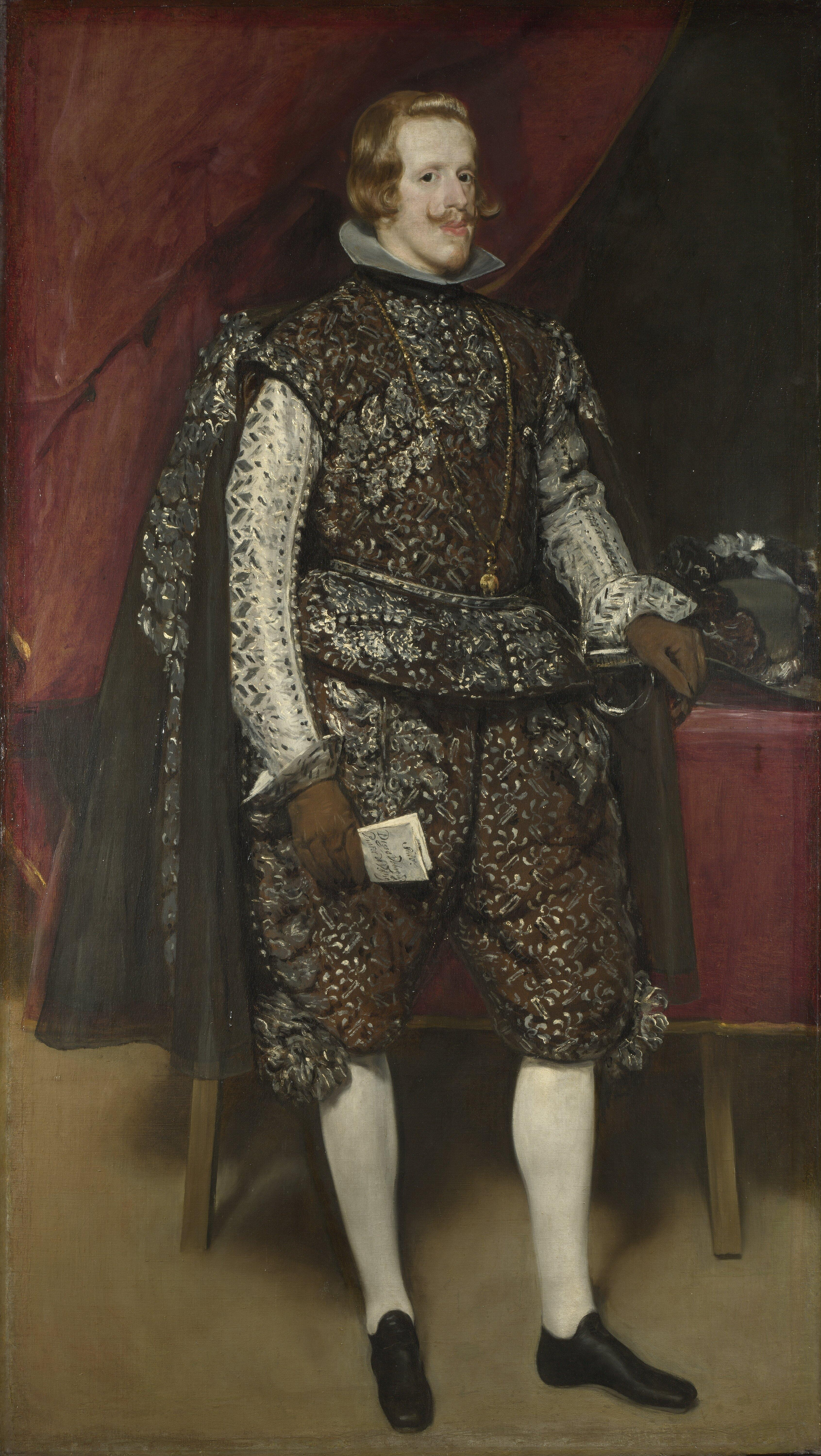
ディエゴ・ベラスケス『茶と銀の装いのフェリペ4世』(1631-1632年)、ナショナル・ギャラリー (ロンドン)
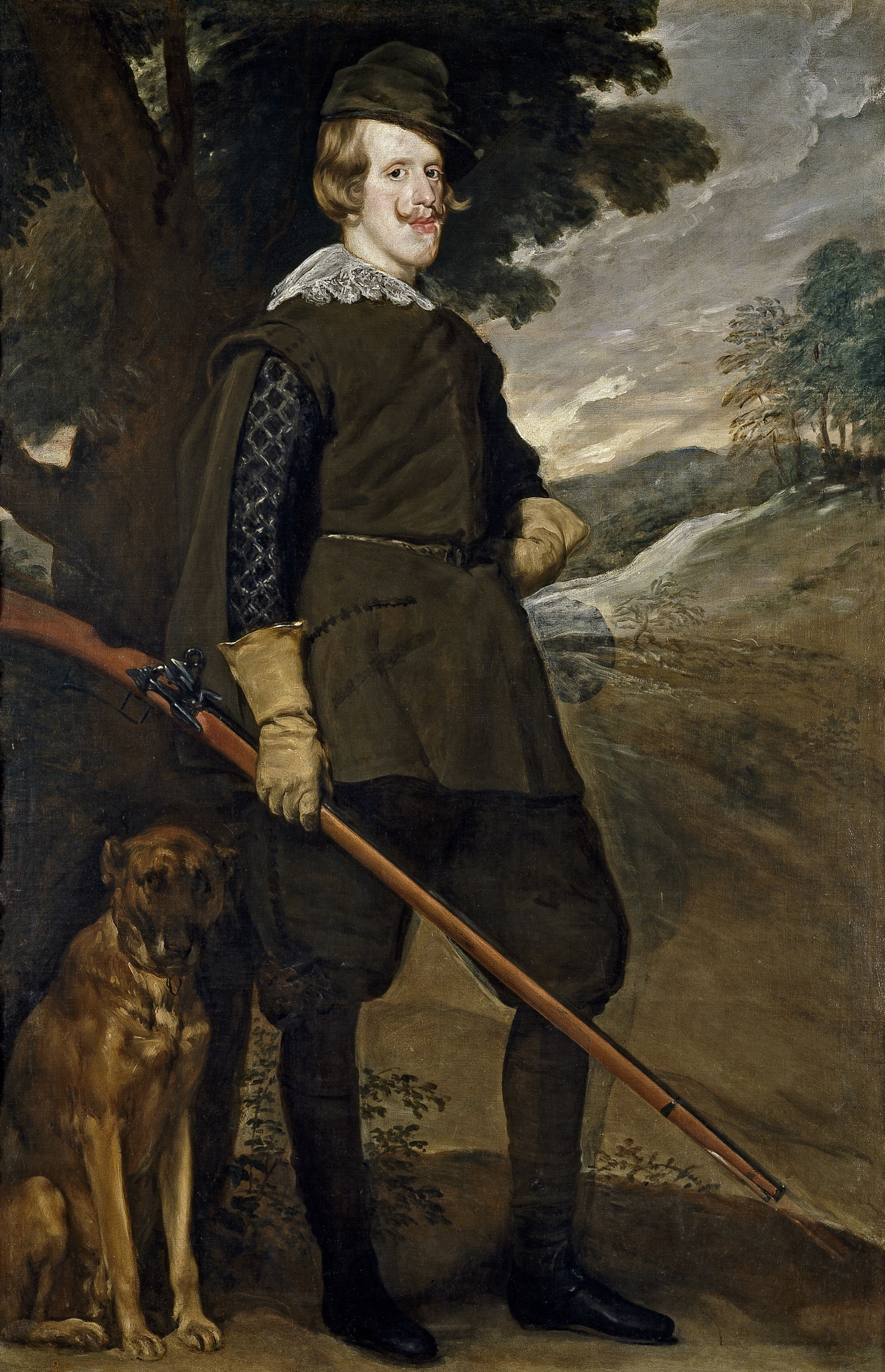
ディエゴ・ベラスケス『狩猟服姿のフェリペ4世』 (1632-1634年)、プラド美術館
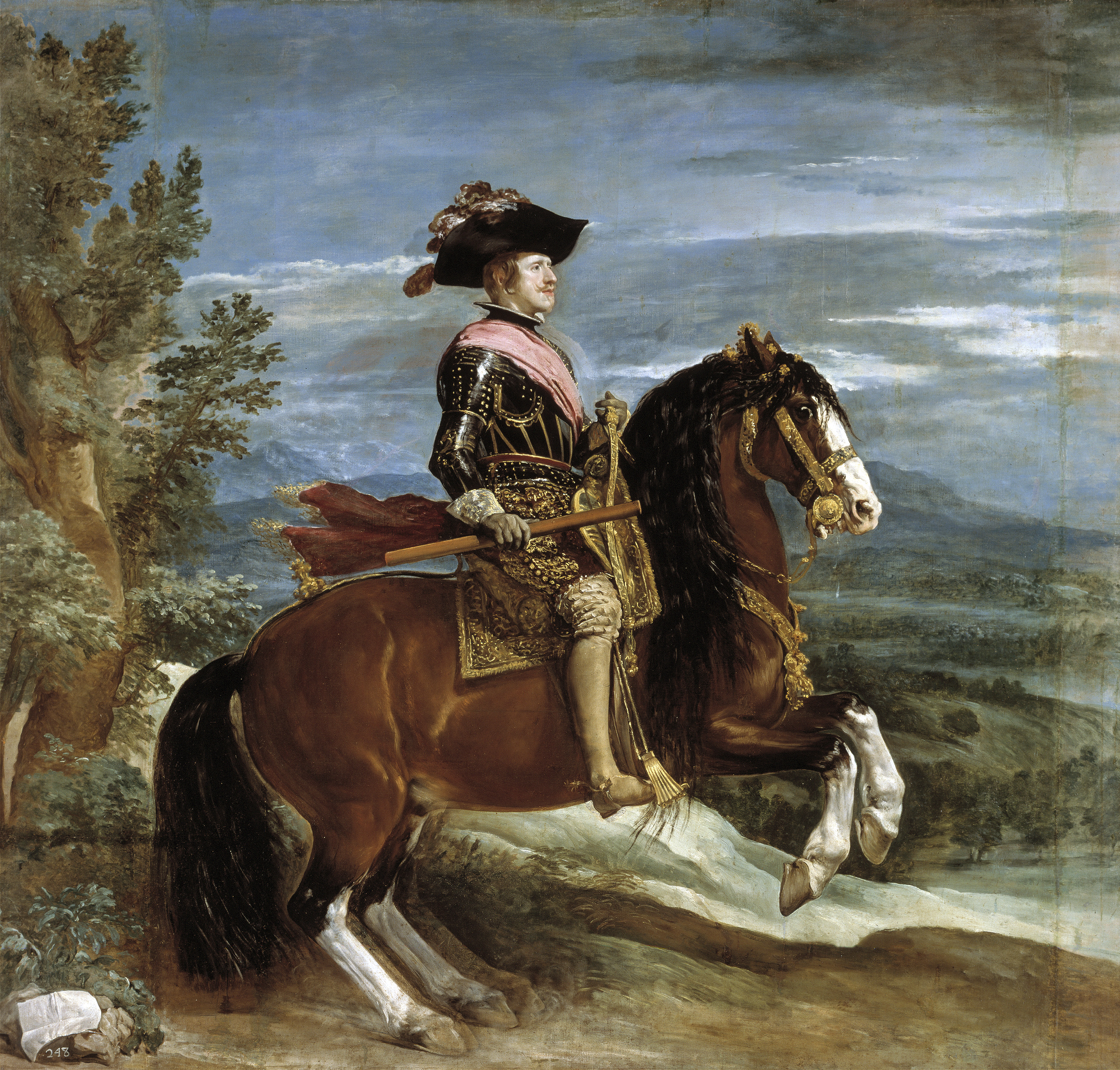
ディエゴ・ベラスケス『フェリペ4世騎馬像』 (1635年ごろ)、プラド美術館
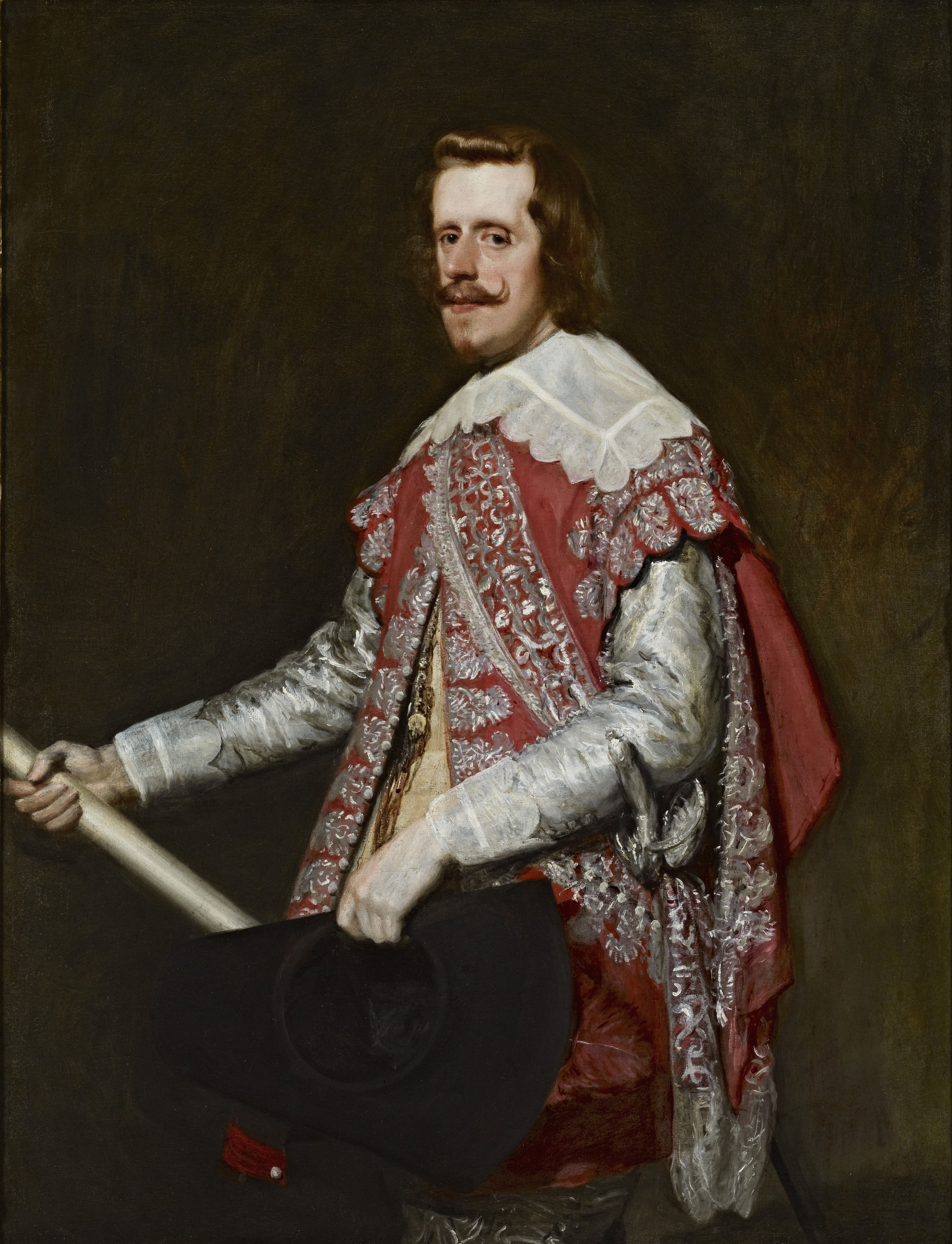
ディエゴ・ベラスケス『フラガのフェリペ4世の肖像』(1644年)、フリック・コレクション 、ニューヨーク